# Трентон (Джорджія)
Трентон (англ. Trenton) — місто (англ. city) в США, в окрузі Дейд штату Джорджія. Населення — 2195 осіб (2020).

## Географія
Трентон розташований за координатами 34°52′27″ пн. ш. 85°30′35″ зх. д. / 34.87417° пн. ш. 85.50972° зх. д. (34.874149, -85.509648).  За даними Бюро перепису населення США в 2010 році місто мало площу 8,33 км², уся площа — суходіл.

## Демографія
Згідно з переписом 2010 року, у місті мешкала 2301 особа в 904 домогосподарствах у складі 599 родин. Густота населення становила 276 осіб/км².  Було 1012 помешкання (121/км²).
Расовий склад населення:
| - 95,5 % — білих - 0,8 % — азіатів - 0,7 % — чорних або афроамериканців - 0,3 % — корінних американців - 0,2 % — вихідців з тихоокеанських островів |

До двох чи більше рас належало 1,7 %. Частка іспаномовних становила 3,2 % від усіх жителів.
За віковим діапазоном населення розподілялося таким чином: 23,1 % — особи молодші 18 років, 63,3 % — особи у віці 18—64 років, 13,6 % — особи у віці 65 років та старші. Медіана віку мешканця становила 35,9 року. На 100 осіб жіночої статі у місті припадало 98,4 чоловіків;  на 100 жінок у віці від 18 років та старших — 94,2 чоловіків також старших 18 років.
Середній дохід на одне домашнє господарство  становив 42 967 доларів США (медіана — 34 052), а середній дохід на одну сім'ю — 49 813 долари (медіана — 39 063). Медіана доходів становила 38 636 доларів для чоловіків та 27 813 долари для жінок. За межею бідності перебувало 25,3 % осіб, у тому числі 38,6 % дітей у віці до 18 років та 23,1 % осіб у віці 65 років та старших.
Цивільне працевлаштоване населення становило 865 осіб. Основні галузі зайнятості: освіта, охорона здоров'я та соціальна допомога — 20,7 %, виробництво — 16,0 %, роздрібна торгівля — 11,7 %, мистецтво, розваги та відпочинок — 10,4 %.